# Erling Mølgaard
 Der er for få eller ingen kildehenvisninger i denne artikel, hvilket er et problem. Du kan hjælpe ved at angive troværdige kilder til de påstande, som fremføres i artiklen.

Erling Mølgaard (født 1964 på Frederiksberg) er en dansk teaterdirektør. Han er stifter af og direktør af det privatejet Landsteatret siden 1994.
Erling Mølgaard er manden bag "Gul Koncert" i 1992, en afslutningskoncert for samtlige folkeskoler i hovedstadsområdet, der sidenhen, dog med Muskelsvindfonden som arrangør udviklede sig til Åh Abe-koncerterne. I 1994 producerede Erling Mølgaard de store udsolgte semistage koncerter i Forum med musicalen Chess, med Kurt Ravn og Kirsten Siggaard i de to hovedroller. Gennem årene har Landsteatret produceret forestillinger lige fra det klassiske til det moderne, musicals til rockmusikforestillinger, dansk som udenlandsk.
Erling Mølgaard været gift med Ann-Mari Mølgaard, som han har to børn sammen med.

## Udvalgte forestillinger

### Produceret af LANDSTEATRET
- Chess 1994 & 1995
- Nøddebo Præstegaard 1995
- Piaf 1997
- Pink Floyd The Wall' 1997
- Tavshed 1998
- Misery 2000
- Lærenemme Rita 2008
- Tilbagetog fra Moskva 2010 (Birthe Neumann kåret som årets turnéskuespiller)
- End Of The Rainbow 2011
- Små Grå Løgne 2012 (Kåret som bedste turnéforestilling af Danmarks Teaterforeninger.)
- Spurven - Piaf 2014
- Pippi 2014
- A Picasso 2015
- Skylight 2015
- Dansetimen 2016
- Inden Jeg Fylder 67 2017
- Musikforestillingen Simon & Garfunkel 2018 & 2020
- Modne Damer I Morgenkåbe 2021
- Musikforestillingen Carpenters 2021 & 2022